# Zjiten (distrikt i Bulgarien, Oblast Sofija grad)
Zjiten (bulgariska: Житен) är ett distrikt i Bulgarien.   Det ligger i kommunen Stolitjna Obsjtina och regionen Sofija-grad, i den västra delen av landet, 15 km norr om huvudstaden Sofia.
Trakten runt Zjiten består till största delen av jordbruksmark. Runt Zjiten är det tätbefolkat, med 849 invånare per kvadratkilometer.